# Malik Amine
Malik Michael Amine (ur. 4 lipca 1995) – amerykański i sanmaryński zapaśnik walczący w stylu wolnym. Zajął trzynaste miejsce na mistrzostwach świata w 2019 roku. 
Dziesiąty na mistrzostwach Europy w 2022. Brązowy medalista igrzysk śródziemnomorskich w 2022 roku.
Zawodnik Detroit Catholic Central High School z Novi i University of Michigan.
Jego brat Myles Amine, również jest zapaśnikiem, brązowym medalistą olimpijskim z Tokio 2020.
Jego dziadek Nazem Amine, uczestniczył w reprezentacji Libanu, w zawodach zapaśniczych na igrzyskach w Rzymie 1960.